# Karin Kadenbach
Karin Emilia Kadenbach (Vienna, 19 aprile 1958) è una politica austriaca, membro del Partito Socialdemocratico d'Austria. Alle elezioni europee del 2009, è stata eletta europarlamentare e riconfermata nel elezioni europee del 2014.

## Biografia
Ha studiato alla Free Academy Elmar di New York e all'Università di economia di Vienna. Ha lavorato presso J. Walter Thompson.
È stata membro del Landtag della Bassa Austria dal 2001 al 2007 e nel 2008-2009.
È stata eletta al Parlamento europeo alle elezioni europee del 2009 e rieletta nel 2014. È membro dell'Alleanza Progressista dei Socialisti e dei Democratici al Parlamento europeo.
Dal 2009 è membro della commissione per l'ambiente, la sanità pubblica e la sicurezza alimentare. Tra il 2009 e il 2014 ha partecipato alla delegazione per le relazioni con i paesi dell'Asia meridionale e dal 2013 al 2014 alla delegazione per le relazioni con gli Stati Uniti.